# 신분
신분 제도(身分制度)는 출신에 따라 계층을 나누는 제도이다. 인류의 문화에서 신분 제도를 유지한 역사적 시기가 존재한다.

## 개요
어떤 개인이 사회에서 처한 상황에 따라 나뉘는 계급과 달리 신분은 태어날 때 이미 정해지는 것이다. 따라서 신분의 가장 큰 특징은 혈연적 관계에 의해 세습되는 것을 원칙으로 한다는 점이다. 신분 제도가 강하게 유지되는 사회에서도 경우에 따라 한 개인이 신분 상승을 하거나 몰락하는 경우가 있어 왔으나 사회 전체의 지배 질서라는 측면에서 보면 이러한 것은 극히 예외적인 경우이다.

## 역사
신분은 서양의 경우 고대 그리스 이전부터 동양의 경우 수메르와 고대 이집트를 비롯한 아시아 전역의 고대 문명에서 이미 발견된다. 이 중에는 인도의 카스트 제도와 같이 현대에 이르러서도 신분 제도가 강한 영향을 유지하고 있는 경우도 있다.

## 신분제

### 한국사
한국사에서 신분의 구분은 이미 고조선 시기부터 언급된다. 지금까지 전하는 고조선의 8조법 중 도둑질한 자는 종으로 삼는다는 구절이 그것이다. 삼국 시대에는 이르러 왕족과 귀족 및 평민과 천민의 구분이 있었으며 고구려와 같은 부여계 나라의 경우 하호라고 하여 평민과 천민을 잘 구분하지 않았다. 그들은 거의 비슷하게 권리를 탄압받았다. 신라의 경우 신분을 다시 성골, 진골과 여러 단계의 두품으로 세분화하였고 권리도 세분화하였으나 말기에 가서는 신분질서가 문란해져서 평민과 천민이 구분이 의미가 없게 되었다. 
조선 시대에 이르러 법에 명시된 신분은 양민과 천민으로 단순화되었으나 실제 조선 사회에서는 상류 계층 양반, 중류 계층 중인, 평민 계층 평민, 천한 계층 천민(노비, 기생, 광대)의 구분이 있었다. 조선은 갑오경장으로 인하여 신분제를 폐지하였으나 형평사 운동이 1935년까지 지속된 것처럼 사회적 불평등이 쉽게 사라지지는 않았다. 평민이 도적질을 하거나 사회적인 물의를 일으키면 천민이 되기도 했다. 한편 양반가에 딸린 종을 천민이라고도 하였다.
조선 시대의 왕족과 귀족은 양반으로서 관료와 동일하다. 조선 시대에는 절대적인 왕조 시대였으며, 관료의 권한이 절대적이었다. 이는 관료주의를 뜻한다. 조선 시대의 관료는 정치인을 뜻하기도 한다.

### 유럽사
중세 유럽은 성직자, 귀족, 평민으로 이루어진 삼부회로 상징되는 구체제를 유지하였으나 실제 신분 제도는 크게 보아 귀족과 평민으로 구분할 수 있다. 귀족에는 영주, 기사와 같은 지배 계급이 있었으며 평민은 주로 농노와 장인 등이 있었다. 이후 부르주아지로 불리는 부유한 평민이 등장하면서 중세 유럽의 신분 제도는 흔들리게 된다. 영주는 군사적, 행정적, 경제적 집행 권한이 있었으며, 영주 한 명이 군사 수천, 수 만 명을 집행해 전쟁을 일으킬 수도 있었다.

## 같이 보기
- 지배계급
- 사회주의
- 한국사의 신분제도
- 카스트